# NGC 3059
NGC 3059 je galaksija u zviježđu Kobilici.

## Vanjske poveznice
- SEDS: NGC 3059